# Israelita SC
Israelita SC was een Braziliaanse voetbalclub uit Recife in de provincie Pernambuco.

## Geschiedenis
De club werd op 8 september 1922 opgericht door studenten van het Colegio Israelita do Recife. In 1931 speelde de club voor het eerst in de hoogste klasse van het Campeonato Pernambucano. De club verloor alle wedstrijden en kreeg zelfs een 12-0 draai om de oren van Náutico. Na drie seizoenen en evenveel laatste plaatsen verdween de club uit de competitie. In 1927 en 1941 won de club wel de Copa Torre, een lokale bekercompetitie. In 1945 werd de club ontbonden.